# Matt Cafer
Matthew Paul "Matt" Cafer (Weymouth, 27 september 1994) is een Engelse semi-professionele voetballer, die speelt als doelman voor Gibraltar Phoenix FC en het Gibraltarees voetbalelftal.

## Carrière
Cafer begon zijn jeugdopleiding bij Weymouth FC. Hij maakte in 2011 de overstap naar Yeovil Town FC, hoewel hij eerder bij Reading FC en Bristol City was gaan testen. Op 12 november 2011 mocht hij voor het eerst plaatsnemen op de bank van het eerste elftal ter gelegenheid van de FA Cup-wedstrijd tegen Hereford United. Tot een officieel debuut kwam het echter niet, en dus werd Cafer uitgeleend aan achtereenvolgens Sherborne Town FC, Willand Rovers FC en z'n ex-club Weymouth FC. In 2013 keerde hij definitief terug naar Weymouth.
In 2014 verliet Cafer zijn land voor een avontuur bij Europa FC, de zesvoudige landskampioen van Gibraltar. Met deze club won hij in 2017 de zevende landstitel uit de clubgeschiedenis. Na nog een korte passage bij Manchester 62 FC keerde hij in 2017 terug naar Engeland, waar hij bij Bath City in de National League South ging spelen. Na nog enkele korte passages bij andere Engelse clubs haalde Manchester 62 FC hem in 2018 terug naar Gibraltar. Sinds 2018 komt hij uit voor Gibraltar Phoenix FC.

### Interlandcarrière
In 2018 raakte Cafer speelgerechtigd om voor Gibraltar te mogen spelen. Op 19 november 2018 speelde hij tegen Macedonië zijn eerste officiële interland, een Nations League-wedstrijd die Gibraltar met 0-4 verloor.
| Interlands van Matt Cafer           | Interlands van Matt Cafer           | Interlands van Matt Cafer           | Interlands van Matt Cafer           | Interlands van Matt Cafer           | Interlands van Matt Cafer           |
| Nr.                                 | Datum                               | Wedstrijd                           | Uitslag                             | Soort Wedstrijd                     | Goals                               |
| Als speler van Gibraltar Phoenix FC | Als speler van Gibraltar Phoenix FC | Als speler van Gibraltar Phoenix FC | Als speler van Gibraltar Phoenix FC | Als speler van Gibraltar Phoenix FC | Als speler van Gibraltar Phoenix FC |
| ----------------------------------- | ----------------------------------- | ----------------------------------- | ----------------------------------- | ----------------------------------- | ----------------------------------- |
| 1.                                  | 19-11-2018                          | Gibraltar – Macedonië               | 0 – 4                               | UEFA Nations League                 | 0                                   |

Bijgewerkt t/m 20 mei 2019

## Erelijst

### Als speler
Europa FC
- Landskampioen Gibraltar: 2016/17